# Okres Humenné
Humenné is een district (Slowaaks: Okres) in de Slowaakse regio Prešov. De hoofdstad is Humenné. Het district bestaat uit 1 stad (Slowaaks: Mesto) en 60 gemeenten (Slowaaks: Obec).

## Steden
- Humenné

## Lijst van gemeenten
| - Adidovce - Baškovce - Brekov - Brestov - Černina - Dedačov - Gruzovce - Hankovce - Hažín nad Cirochou - Hrabovec nad Laborcom - Hrubov - Hudcovce - Chlmec - Jabloň - Jankovce - Jasenov - Kamenica nad Cirochou - Kamienka - Karná - Kochanovce | - Košarovce - Koškovce - Lieskovec - Lukačovce - Ľubiša - Maškovce - Modra nad Cirochou - Myslina - Nechválova Polianka - Nižná Jablonka - Nižná Sitnica - Nižné Ladičkovce - Ohradzany - Pakostov - Papín - Porúbka - Prituľany - Ptičie - Rohožník - Rokytov pri Humennom | - Rovné - Ruská Kajňa - Ruská Poruba - Slovenská Volová - Slovenské Krivé - Sopkovce - Topoľovka - Turcovce - Udavské - Valaškovce - Veľopolie - Víťazovce - Vyšná Jablonka - Vyšná Sitnica - Vyšné Ladičkovce - Vyšný Hrušov - Závada - Závadka - Zbudské Dlhé - Zubné |

Okres Bardejov · Okres Humenné · Okres Kežmarok · Okres Levoča · Okres Medzilaborce · Okres Poprad · Okres Prešov · Okres Sabinov · Okres Snina · Okres Stará Ľubovňa · Okres Stropkov · Okres Svidník · Okres Vranov nad Topľou